# Syrphoctonus aquilonius
Syrphoctonus aquilonius là một loài tò vò trong họ Ichneumonidae.